# Келльнер, Пауль
Пауль Келльнер (нем. Paul Kellner; 6 июня 1890, Шпандау — 3 апреля 1972, Берлин) — германский пловец, призёр Олимпийских игр.
В 1912 году на Олимпийских играх в Стокгольме стал обладателем бронзовой медали на дистанции 100 метров на спине. В 1913 году стал чемпионом Германии на дистанции 200 метров на спине.
По завершении спортивной карьеры преподавал в Высшей спортивной школе в Берлине.